# Atelopus dimorphus
Atelopus dimorphus is een kikker uit de familie padden (Bufonidae) en het geslacht klompvoetkikkers (Atelopus). De soort werd voor het eerst wetenschappelijk beschreven door Stefan Lötters in 2003. Omdat de soort pas sinds recentelijk is beschreven wordt de kikker in veel literatuur nog niet vermeld.
Atelopus dimorphus leeft in delen van Zuid-Amerika en komt endemisch voor in Peru. De kikker is bekend van een hoogte van 1650 tot 1800 meter boven zeeniveau. De soort komt in een relatief klein gebied voor en is hierdoor kwetsbaar. Door de internationale natuurbeschermingsorganisatie IUCN wordt de soort beschouwd als 'bedreigd'.
Atelopus dimorphus komt voor in vochtige bergbossen. Het is niet zeker of de soort nog wel bestaat, het laatst waargenomen exemplaar werd gezien in 1980.